# Nationaler Meister (Schach)
Den Titel Deutscher Meister, später Nationaler Meister, vergab der Deutsche Schachbund. Andere Schachverbände, wie z. B. in Russland und den USA, führten ähnliche Meistertitel ein. Nationale Meister können an der Spitze eines Systems mit abgestuften Rängen wie Meister, Meisteranwärter usw. stehen.

## Meister des Deutschen Schachbundes
Vorläufer war der nach Gründung des DSB (1877) eingeführte Meistertitel des Deutschen Schachbundes (auch als Deutscher Meister bezeichnet). Ihn erhielten die Sieger der sogenannten Hauptturniere, die parallel zu den Meisterturnieren stattfanden. Auch einige Landesverbände vergaben regionale Titel wie z. B. Sächsischer Meister. Nach 1933 beendete der Großdeutsche Schachbund die Verleihung lebenslanger Titel.
Nach dem Zweiten Weltkrieg knüpfte der Deutsche Schachbund an die frühere Praxis an. Im Jahr 1952 wurde die lebenslange Titelvergabe (Schachmeister des DSB) an 34 Spieler bestätigt. Fortan sollten die jeweils führenden acht Spieler einer Deutschen Einzelmeisterschaft mit dem Titel ausgezeichnet werden. Schon 1954 wurde dies dahingehend korrigiert, dass auch der neunte Platz genügen sollte – es galt nun aber die Einschränkung, dass ein Spieler zur Normerfüllung mindestens 50 Prozent der möglichen Punkte bei der damals als Rundenturnier ausgetragenen Meisterschaft erzielt haben musste. Diese Regelung galt bis 1965, danach war wieder mindestens Platz acht erforderlich; die 50-Prozent-Regel blieb bestehen. Ab 1970 wurde der Titel schließlich nur noch an die vier Erstplatzierten der Nationalen Einzelmeisterschaft vergeben.
Zwischen 1952 und 1976 errangen nach einer Aufstellung von Alfred Diel insgesamt 73 Spieler den Meistertitel des DSB. Gemäß den erwähnten Vergabekriterien wurde der Titel in den 1960er Jahren nur insgesamt 17-mal verliehen, darunter auch an Robert Hübner (1965). Von 1970 bis 1976 wurden dann elf Spieler mit dem Titel Nationaler Meister ausgezeichnet. Anschließend wurde die Praxis der nationalen Titelvergabe eingestellt.

## Meistertitel in der DDR
Der DDR-Schachverband vergab ebenfalls Meistertitel, für die Leistungskategorie darunter gab es den Titel Meisteranwärter, was dem sowjetischen Vorbild entsprach. Es waren spezifische Regeln zur Normerfüllung festgelegt. Für die Anerkennung als Meister musste zudem eine (der Elo-Zahl vergleichbare) nationale Wertzahl von 2300 erreicht sein (bei den Frauen von 2100).

## Situation in anderen Ländern
Andere Schachverbände verliehen ebenfalls eigenständige Meistertitel. Grundsätzlich strebte der Weltschachbund danach, die Titelvergabe zu dominieren. Der 1978 eingeführte FIDE-Meistertitel, der unterhalb der Titel Großmeister und Internationaler Meister angesiedelt ist, trat in Deutschland indirekt an die Stelle des Nationalen Meistertitels oder in anderen Staaten in Konkurrenz zu weitergeführten nationalen Titelstufen.
In den USA vergibt die United States Chess Federation den Titel National Master (NM) automatisch an Spieler, die eine nationale Elo-Zahl von 2200 erreichen. Den nächsthöheren Titel Senior Master (SM) erhält man mit einem Rating von 2400.
Unter besonders harter Konkurrenz wurden nationale Meistertitel im sowjetischen Schach vergeben. Nach Angaben Viktor Kortschnois gab es Anfang der 1950er Jahre in der Sowjetunion insgesamt rund fünfzig Schachmeister. Meisteranwärter wurden von einer speziellen Qualifizierungskommission begutachtet. Diese prüfte, ob die Spielstärke des Kandidaten der erfüllten Norm entsprach. Spieler, die negativ aufgefallen waren (antisoziales Verhalten usw.), konnten mit der Aberkennung des Meistertitels rechnen. So geschah es mit Anatoli Lein, Jacob Yuchtman und Jewgeni Ruban.

## Fernschach
Auch im Fernschach wird die Vergabe nationaler Meistertitel praktiziert. So verleiht der Deutsche Fernschachbund (BdF) den Titel Nationaler Fernschachmeister. Im Jahr 2010 wurde das Titelsystem reformiert, das nun aus den drei Stufen Gold, Silber und Bronze besteht.